# Alborán-Meer

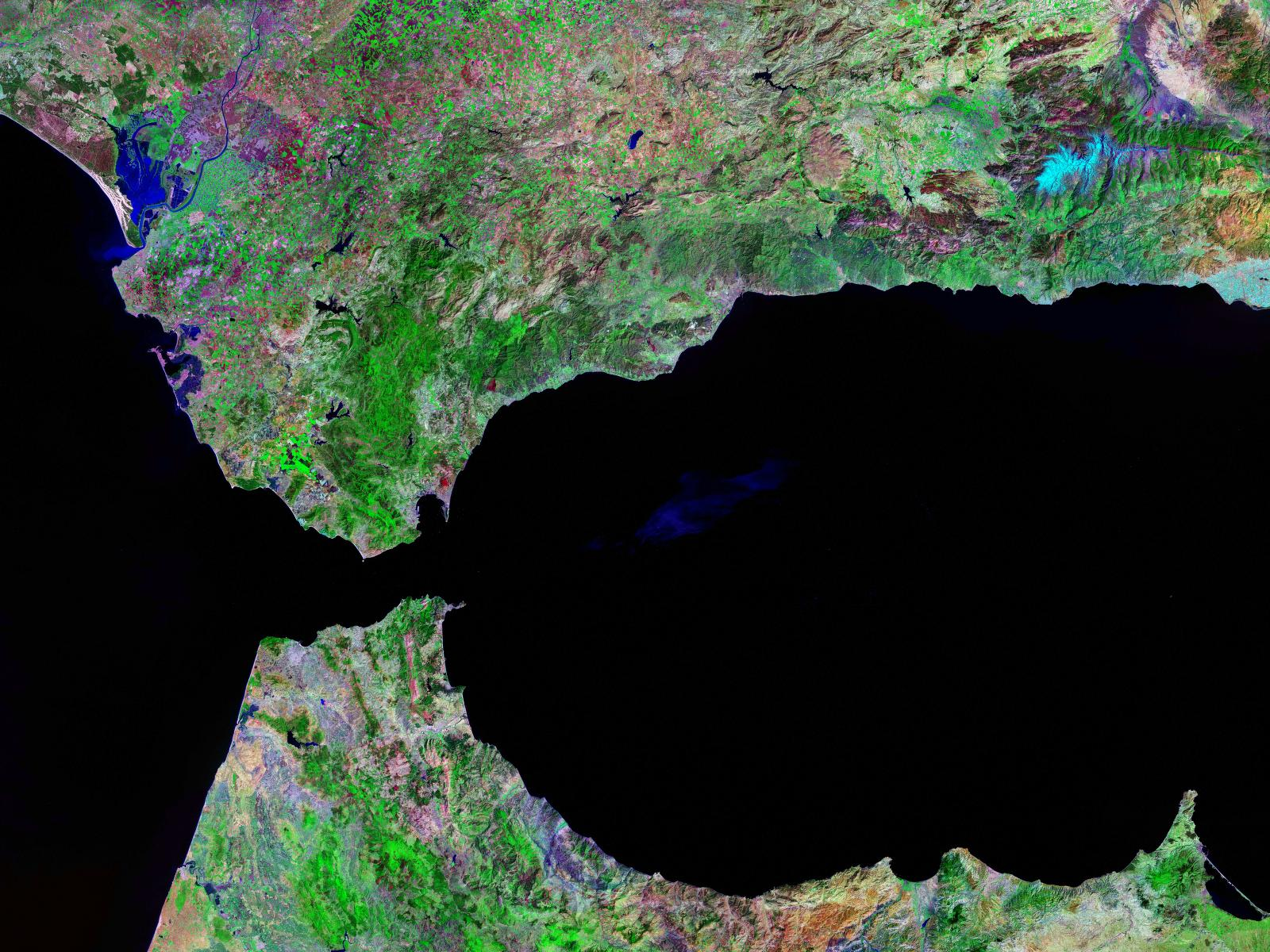
Alborán-Meer (rechts), Straße von Gibraltar (Mitte), Atlantik (links)

Das etwa 350 × 180 km große Alborán-Meer ist der westlichste Teil des Mittelmeers und befindet sich zwischen der Iberischen Halbinsel und Nordafrika. Es verbindet über die am westlichen Ende liegende Straße von Gibraltar das Mittelmeer mit dem Atlantik. An seinem östlichen Rand befindet sich die namensgebende Isla de Alborán.

## Abgrenzung
Die International Hydrographic Organization (IHO) liefert eine Definition der westlichen und östlichen Grenzen des Alborán-Meeres.
- Im Westen durch eine Linie vom Europa Point (36° 6′ 34,2″ N, 5° 20′ 46,5″ W), dem südlichsten Punkt von Gibraltar, zur Punta Almina (35° 54′ 0,9″ N, 5° 16′ 41,2″ W), dem östlichsten Punkt der Stadt Ceuta.
- Im Osten durch eine Linie vom Cabo de Gata (36° 47′ 0″ N, 2° 6′ 0″ W) nach Cap Fegalo (35° 36′ 0″ N, 1° 12′ 0″ W).

## Sonstiges
- Die durchschnittliche Tiefe des Alborán-Meeres beträgt 445 m und die maximale Tiefe liegt bei 1500 m.
- Mehrere kleine unbewohnte Inseln liegen im südlichen Küstenbereich des Alborán-Meeres, so die Islas Chafarinas.